# Bruchidius talyshensis
Bruchidius talyshensis là một loài bọ cánh cứng trong họ Bruchidae. Loài này được Ter-Minassian miêu tả khoa học năm 1969.